# Fortuna (kommun i Brasilien)
Fortuna är en kommun i Brasilien.   Den ligger i delstaten Maranhão, i den östra delen av landet, 1 200 km norr om huvudstaden Brasília. Antalet invånare är 15 108.
Följande samhällen finns i Fortuna:
- Fortuna

Omgivningarna runt Fortuna är huvudsakligen savann. Runt Fortuna är det glesbefolkat, med 18 invånare per kvadratkilometer.